# 랜드레이스돼지

랜드레이스

랜드레이스돼지(Landrace pig) 또는 덴마크랜드레이스돼지(Danish Landrace pig)는 덴마크 재래종을 대요크셔로 개량한 흰돼지이다. 머리가 작고 귀는 앞쪽으로 늘어졌으며 몸통이 길어서 대퇴부가 발달되어 있다. 지방질은 얇고 발육이 빨라 생후 6개월에 90-100kg, 다 자란 수퇘지는 300-350kg, 암컷은 250kg 정도이다. 번식능력이 우수하여 어미돼지로 널리 이용되고 있다. 한배에 8-12마리 낳는다. 갓난 새끼돼지 몸무게는 1.3-1.5kg이고, 어미돼지의 하루 젖생산량은 7-12kg으로 우수하다. 피부병에 약한 것이 단점이다.
영어 "랜드레이스(landrace)"는 "토종"이라는 뜻의 일반명사이며, 재래 품종 돼지를 일컫는다. 그 중 덴마크 토종 돼지가 대문자 "랜드레이스(Landrace)"로 흔히 일컬어진다.